# Brachydesmus bosniensis
Brachydesmus bosniensis är en mångfotingart som beskrevs av Karl Wilhelm Verhoeff 1895. Brachydesmus bosniensis ingår i släktet Brachydesmus och familjen plattdubbelfotingar. Inga underarter finns listade i Catalogue of Life.